# モンセラートの朱い本

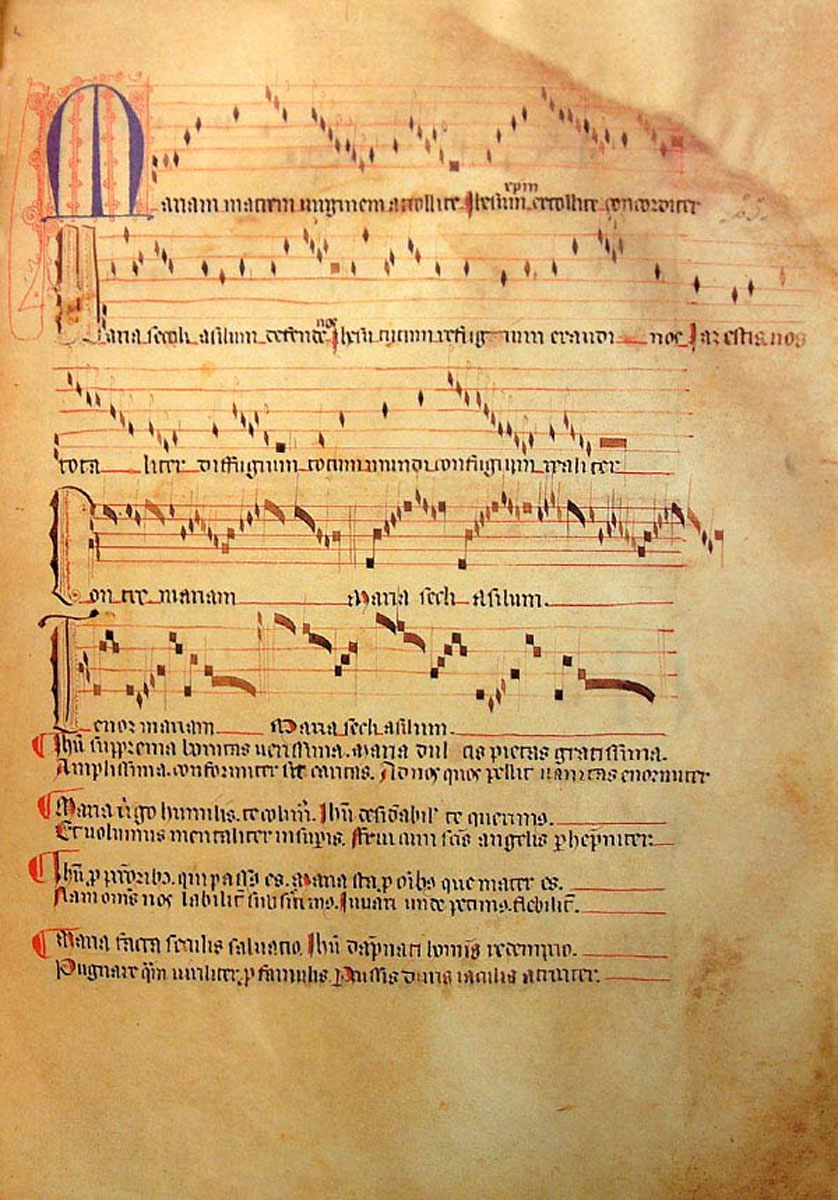
モンセラートの朱い本のフォリオ

モンセラートの朱い本（モンセラートのあかいほん、カタルーニャ語：Llibre Vermell de Montserrat）は、14世紀の宗教文書の写本で、特に中世後期の歌曲の楽譜を含むことで知られている。スペイン・バルセロナ郊外モンセラート山の、黒い聖母像で知られるモンセラート修道院に伝承される。13世紀から14世紀頃、モンセラート修道院へ参ずる巡礼者たちによって歌い踊られた10曲の歌謡を含む。

## 写本
『モンセラートの朱い本』は、1399年ごろに作製された。元来は172ページのフォリオがあったが、そのうち32ページ分が失われている。『モンセラートの朱い本』という通称は、この写本が19世紀に赤表紙によって装幀されたことに由来している。収録されている歌の作者はいずれも不明である。
モンセラート修道院には、「モンセラートの聖母」の礼拝堂があり、それは編纂当時の主要な巡礼地であった。

## 音楽
曲集の意図は、無名の編集者によって次のように明瞭にされている。
Quia interdum peregrini quando vigilant in ecclesia Beate Marie de Monte Serrato volunt cantare et trepudiare, et etiam in platea de die, et ibi non debeant nisi honestas ac devotas cantilenas cantare, idcirco superius et inferius alique sunt scripte. Et de hoc uti debent honeste et parce, ne perturbent perseverantes in orationibus et devotis contemplationibus.
「巡礼者たちは、ノコギリなる山（モンセラート）の祝されしマリアの教会で起き続ける時、また昼の場においても、時には歌うことや踊ることを望むものであるが、そこ（教会）では誠実かつ敬虔でない歌を歌うべきではない、そのため上と下にいくつか（の歌）が記された。そして、これは、祈りと熟考に身を捧げることを続ける者を妨げることの無いように、誠実に適度に用いるべきである」
したがって収録された歌曲は、巡礼者がなにか適当に「誠実かつ敬虔」に歌い踊るために書かれている。詩はカタルーニャ語とラテン語によっている。曲集は14世紀末に成立したが、収録された多くの曲は様式の点から早くに成立したようだ。たとえばモテートゥス《悦びの都の女王》は、2種類の歌詞を持ち、それらは同時に歌うことができる。このような作曲様式は、この曲集が編纂されたときには、流行遅れのものであったろう。
曲集中の多くは、民謡やイムヌスの特徴を示している。いくつかの曲は単旋律で書かれているが、2声体から4声体のポリフォニー歌曲もある（ただし通模倣様式ではない）。単旋律歌曲は、カノンとして歌うこともできる。曲集中の素朴ながら力強い旋律は、非常に魅力的なものであり、歌曲のいくつかは、古楽の中でもとくに頻繁に録音されているものとなっている。

## 現存する歌曲
以下の10曲がある（“fol.”以下の数字はフォリオ番号を表す）。
1. カッチャ《おお、輝く聖処女よ》 O virgo splendens (fol. 21v-22)
2. ヴィルレー《輝ける星よ》 Stella splendens (fol. 22r)
3. カッチャ《処女を讃えよ》 Laudemus Virginem (fol. 23)
4. ヴィルレー《処女なる御母を讃美せん》 Mariam, matrem virginem, attolite (fol. 25r)
5. ヴィルレー《あまねき天の女王よ》 Polorum Regina (fol. 24v)
6. ヴィルレー《声をそろえいざ歌わん》 Cuncti simus concanentes (fol. 24)
7. カッチャ《笏杖もて輝ける御身》 Splendens ceptigera (fol. 23)
8. バラード《七つの悦び》 Los set gotxs (fol. 23v)
9. 2声のモテートゥス《悦びの都の女王／処女よ、お慈悲を》 Imperayritz de la ciutat joyosa / Verges ses par misericordiosa (fol. 25v)
10. ヴィルレー《われら死をめざして走らん》 Ad mortem festinamus (fol. 26v)

これらの楽曲は、ジョルディ・サバールとエスペリオンXXや、アンサンブル・ユニコーン、アラ・フランチェスカなど、多くの古楽奏者によって演奏されている。